# Ryūhō Ōkawa
Ryūhō Ōkawa (大川 隆法, Ōkawa Ryūhō), est né le 7 juillet 1956 à Tokushima dans la Préfecture de Tokushima et mort le 2 mars 2023. Il dirige l'organisation religieuse Happy Science (幸福の科学, Kōfuku no Kagaku), dont il est le fondateur. Cette organisation, qui prétend faire de la recherche sur le bonheur humain, est un nouveau mouvement religieux et spirituel controversé au Japon. Ryūhō Ōkawa était également le président de deux sociétés affiliées à l'organisation, Newster Production et ARI Production.

## Vie et carrière
Après avoir obtenu un diplôme de l'université de Tokyo, Ryūhō Ōkawa est parti à New York pour rejoindre de 1982 à 1983, la filiale d'une entreprise de commerce dont le siège se trouve à Tokyo. Il a ainsi poursuivi ses études de commerce au CUNY Graduate Center. En 1986, il a démissionné pour lancer le courant de pensée controversé Happy Science (幸福の科学, Kōfuku-no-Kagaku).

## Une religion controversée
Kōfuku no Kagaku (Happy Science) est une des nombreuses nouvelles religions japonaises (shinshūkyō), « controversées » tant auprès de la presse que du grand public. Depuis 1986, Ryūhō Ōkawa a fait publier plus de 2 300 livres , dont la plupart sont des transcriptions des conférences qu'il a tenues et qui ont été enregistrées sur des cassettes vidéo. Les enseignements sont consignés dans une douzaine de films : Les Lois du soleil, Les Lois de l'éternité, Les Lois d'or, Les Révélations terrifiantes de Nostradamus, Hermès - Vents d'amour, La Renaissance de Bouddha, Les Lois mystiques, Le Jugement dernier, Les Lois de l'univers, Je vais bien mon ange, Le Monde dans lequel nous vivons et L'Aube. Les enseignements fondamentaux de la Happy Science sont contenus dans les trois livres suivants: Les Lois du soleil, Les Lois d'or et Les Lois de l'éternité (ou Les Neuf Dimensions).

## Vie privée
Ryūhō Ōkawa avait épousé Kyōko Ōkawa (大川 きょう子, Ōkawa Kyōko), une ancienne cadre de son Parti de la réalisation du bonheur qui s'était proclamée « réincarnation d'Aphrodite et bodhisattva de la sagesse et de l'intellect », mais il a été rapporté en février 2011 qu'ils avaient divorcé. « Happy Science » a annoncé que Kyōko Ōkawa avait été définitivement expulsée pour avoir causé de grands préjudices à l'organisation et l'avoir diffamée à plusieurs reprises dans la presse.
Il s'est remarié avec Shio Ōkawa (大川 紫央, Ōkawa Shio, née Kondō), qui, selon les membres de Happy Science, serait l'incarnation de la déesse Gaïa.
En janvier 1995, Ryūhō Ōkawa a été la cible d'une tentative d'assassinat d'Aum Shinrikyō ou Vérité suprême d'Aum (オウム 真理教, Ōmu shinrikyō), une secte rivale principalement implantée au Japon et en Russie, qui a commis plusieurs actes criminels au Japon entre 1989 et 1995.